# The Adventures of Alundra
The Adventures of Alundra, aussi appelé Alundra (アランドラ, Arandora), est un jeu vidéo de type action-aventure développé par Matrix Software et sorti en 1997 sur PlayStation. Le jeu est inspiré de Landstalker et de Zelda, avec cependant un scénario plus développé (Alundra étant un elfe voyageant dans les rêves).
Alundra sort au Japon le 11 avril 1997 puis en Europe sous le titre de The Adventures of Alundra. En France, le jeu sort le 5 juin 1998 puis le 19 juin 1998 en Allemagne, et en Espagne.
Le jeu a été réédité sur PlayStation 3 et PSP via le PlayStation Network en 2007 au Japon.

## Système de jeu
The Adventures of Alundra est un jeu d'action-aventure comme Landstalker, son prédécesseur : les combats sont en temps-réel, et il y a de nombreuses énigmes à résoudre et de donjons à parcourir.
Le jeu contient un total de 12 armes, dont qui 6 peuvent être stockées via l'inventaire. Les objets sont également rangés dans l'inventaire et 18 emplacements y sont réservés. Alundra débute l'aventure avec une dague et évoluera avec une épée qu'il trouvera dans le vieux temple au début du jeu. Alundra trouvera d'autres épées et également d'autres types d'armes, le fléau (fer et acier) qui lui permet d'attaquer des ennemis à longue distance, des arcs, des baguettes (feu, glace et esprit) qui sont des bâtons magiques élémentaires,.
En plus des armes, des objets utilitaires aideront le joueur à progresser dans le monde, comme la « cape d'eau » pour permettre à Alundra de nager sous l'eau ou encore les « gants magiques », lui permettant de soulever un rocher beaucoup plus lourd que le personnage,. Plusieurs armures sont aussi disponibles, elles réduisent les dégâts infligés au personnage. La magie se décline au moyen d'objets, les parchemins et les livres, qui sont respectivement les niveaux 1 et 2 de la magie. Quatre éléments y sont associés : la terre, l'eau, le feu et le vent,.
Alundra dispose de 10 points de vie pour commencer l'aventure, la vie est représentée par des cristaux affichés en haut de l'écran. 40 « vaisseaux de vie » pourront être trouvés à travers le monde pour maximiser les points de vie d'Alundra. En cas de blessure, Alundra peut se soigner à l'aide d'herbes et d'élixirs. Les graines magiques permettent d'accroître la jauge de magie d'Alundra, comme pour les points de vie, un élixir est disponible pour regagner en magie.

## Trame

### Synopsis
L'histoire débute à bord du Klark dirigé par Merric, le bateau se dirige vers l'île de Torla. Au bord de celui-ci, Alundra, décide de partir en direction du village d'Inoa à cause d'un rêve étrange et récurrent.
Au fur et à mesure de l'histoire, le joueur découvre un univers merveilleux où se mêlent magie et onirisme. L'originalité d'Alundra tient dans la faculté du héros à pénétrer les rêves des autres afin de les sauver de leurs affreux cauchemars.

### Personnages
- Membres de la tribu d'Elna : les membres de cette tribu ont la capacité de rentrer dans les rêves des personnes pendant leur sommeil.
  - Alundra : Il est le personnage principal contrôlé par le joueur. Il a pour but de sauver le village d'Inoa du démon Melzas[7].
  - Meia : Elle fait partie également de la tribu d'Elna. Ses intentions sont obscures lors de ses premières apparitions[7].
- Principaux habitants du village d'Inoa
  - Jess : Il est le forgeron du village d'Inoa et recueille Alundra après le naufrage du Klark[7].
  - Septimus : Il est une personne studieuse, il a voyagé jusqu'à Inoa pour aider et découvrir l'origine de la malédiction qui touche ces terres. Alundra découvrira par ses recherches, ses capacités à voyager dans les rêves des gens[7].
  - Sybill : Elle sera l'une des personnes ayant confiance en Alundra. Ses rêves montrent le futur.
  - Giles : Giles est un antagoniste, il pense que le responsable de cette malédiction est Alundra.
  - Beaumont : Il est le maire du village d'Inoa.
  - Nestus et Bergus : Il s'agit de jumeaux.
- Antagonistes
  - Melzas : Il est le méchant principal de l'histoire. Il s'agit d'un ancien et puissant démon qui a été enfermé par les 7 gardiens du Sceau.
  - Zorgia : Il s'agit d'un démon loyal à Melzas. Jadis il fut sauvé et recueilli par Nirude.
  - Zazan : Zazan est le chef des Murggs qui sont une race proche du singe. D'ordinaire peu agressif, ils attaquent depuis peu les humains commandés par Melzas pour récupérer les sept armoiries
  - Ronan : Ronan est le prêtre du village d'Inoa et est l'un des personnages les plus mystérieux, ses objectifs sont obscurs.

Les Gardiens du Sceau sont Lars, Vul, Jeal, Uma, Nirude, Wilda et Nava. Nirude fait partie de la tribu des Gazeck qui est une tribu de géants. Jadis il existait sept géants, Nirude est le seul survivant. Les autres personnages sont le Roi Neige et Stenia.

## Accueil
- Jeuxvideo.com : 11/20[11]

## Postérité
En 2018, la rédaction du site Den of Geek mentionne le jeu en 29e position d'un top 60 des jeux PlayStation sous-estimés : « S'il est impossible de jouer à Zelda sur PlayStation, Alundra demeure une excellente alternative. »